# Sabine Bartelsheim
Sabine Bartelsheim (* 1965 in Laer) ist eine deutsche Kunsthistorikerin.

## Leben und Wirken
Sabine Bartelsheim studierte Kunstgeschichte, Germanistik und Erziehungswissenschaften an den Universitäten Trier, Münster und Bonn. 1999 promovierte sie an der Universität zu Köln und war von 2000 bis 2002 wissenschaftliche Mitarbeiterin an der Kunsthalle zu Kiel.
Von 2005 bis 2006 übernahm sie kuratorische Tätigkeiten mit Schwerpunkt Zeitgenössische Kunst im Haus am Waldsee in Berlin. Von 2007 bis 2011 war sie wissenschaftliche Mitarbeiterin an der Bergischen Universität Wuppertal im Fachgebiet Kunst- und Designgeschichte, anschließend freie Mitarbeiterin bei Forschungspublikationen.
Sabine Bartelsheim ist seit 2014 Dozentin für Kunstwissenschaft an der Hochschule der bildenden Künste Essen, wurde 2015 zur Professorin ernannt und ist seit 2017 Vizepräsidentin der HBK Essen. Ihr fachlicher Schwerpunkt ist die Kunst des 20. und 21. Jahrhunderts, im Besonderen Kunst und Design, Naturbilder und Gedächtnisfunktionen in der Kunst der Gegenwart.

## Publikationen

### Bücher/Herausgeberschaften
- 2001 Pflanzenkunstwerke. Lebende Pflanzen in der Kunst des 20. Jahrhunderts, München
- 2001 Funktional – fiktional. Flora Neuwirth, Christoph Hinterhuber, Stefan Kern, Jim Lambie, Rita McBride, Max Mohr, N55, Joe Scanlan, Kat. Kunsthalle zu Kiel
- 2006 ANSTOSS BERLIN, Kat. Haus am Waldsee, Mitautorinnen: Katja Blomberg, Euridice Arratia, Berlin
- 2012 Lehre und Lehrer an der Folkwangschule für Gestaltung in Essen von den Anfängen bis 1972. Tübingen (Mitherausgeber: Gerda Breuer / Christopher Oestereich).

### Aufsätze
- 2000 "Die Genese einer Kunstpraxis: zu den Anfängen der Verwendung lebender Pflanzen in der Kunst", in: wachsen, Arbeit an den Künstlergärten Weimar, Hg.: Bauhaus-Universität Weimar, Heft 5, Sommer 2000.
- 2003 "Film / Stills", in: Dirk Luckow (Hrsg.): SEE history 2003. Eine Sammlung wird ausgestellt, Kat. Kunsthalle zu Kiel
- 2003 "Jesper Christiansen. Drawing Volumes", Kat. Galerie Frühsorge, Berlin; DCA Gallery, New York, Berlin
- 2008 "Unbefestigte Zonen. Die Skulpturen von Manfred Pernice", in: Skulptur!. Piepenbrock Skulpturenpreise 1988 bis 2006, Hg.: Kulturstiftung Hartwig-Piepenbrock, Staatliche Museen zu Berlin / Nationalgalerie, Berlin
- 2008 "In Rosas Garten", in: Barbara Willems: Rosa-Grün, Hg.: Mies van der Rohe-Haus Berlin
- 2010 "Gleichnisse der Harmonie. Die Siebdrucke von Max Burchartz", in: Max Burchartz, Hg.: Gerda Breuer (erschienen anlässlich der Doppelausstellung Es kommt der neue Ingenieur – Werner Graeff und Max Burchartz am Bauhaus, Meisterhaus Klee/Kandinsky der Stadt Dessau-Roßlau), Berlin
- 2010 "Werner Graeff und die Gestaltung der Umwelt", in: Werner Graeff: 1901–1978. Der Künstleringenieur, Hg.: Gerda Breuer, Berlin
- 2010 "Kommunikation im öffentlichen Raum. Werner Graeffs Verkehrszeichensprache", in: Werner Graeff: 1901–1978. Der Künstleringenieur, Hg.: Gerda Breuer (erschienen anlässlich der Doppelausstellung Es kommt der neue Ingenieur – Werner Graeff und Max Burchartz am Bauhaus, Meisterhaus Klee/Kandinsky der Stadt Dessau-Roßlau), Berlin
- 2012 "Schrift-Bilder. Bild-Text-Relationen im Werk zeitgenössischer Künstlerinnen", in: Women in Graphic-Design 1890–2012. Frauen und Grafikdesign, Hg.: Gerda Breuer / Julia Meer, Berlin
- 2013 "Für eine neue dekorative Kunst: Die Ausstellung Antagonismes 2 1962 in Paris", in: Elina Knorpp / Christopher Oestereich (Hrsg.): Querschnitte – Kunst, Design, Architektur im Blick, Berlin, S. 204–215
- 2015 "Biomorphismus heute? Materialisationen von „Leben“ in der zeitgenössischen Skulptur", in: kunsttexte, Sektion Gegenwart, Themenheft „Skulptur im 21. Jahrhundert“, Heft 1/2015
- 2015 "Natur und Gemeinschaft: bepflanzte Zwischenräume in der aktuellen Kunst", in: Frank Fehrenbach (Hrsg.): Der achte Tag. Naturbilder in der Kunst des 21. Jahrhunderts, Berlin
- 2016 "Hyperimages in zeitgenössischer Kunst und Gestaltung", in: kunsttexte – e-Journal für Kunst- und Bildwissenschaft, Sektion Kunst, Design Alltag, hg. v. Sabine Bartelsheim, Heft 3
- 2017 "Bilder, Räume, Realitäten. Künstlerausstellungen als Hyperimages", in: kunsttexte – e-Journal für Kunst- und Bildwissenschaft, Sektion Kunst, Design Alltag, Themenheft „Hyperimages in zeitgenössischer Kunst und Design 2“, Heft 1
- 2017 "Hyperimages in zeitgenössischer Kunst und Gestaltung 2", in: kunsttexte – e-Journal für Kunst- und Bildwissenschaft, Sektion Kunst, Design Alltag, hg. v. Sabine Bartelsheim, Heft 1